# Diaea bengalensis
Diaea bengalensis là một loài nhện trong họ Thomisidae.
Loài này thuộc chi Diaea. Diaea bengalensis được miêu tả năm 1981 bởi Biswamoy Biswas & Mazumder.